# Mean Girls (film, 2024)
Mean Girls är en amerikansk musik- och komedifilm från 2024. Filmen är nyinspelning i musikalisk tappning av Mean Girls från 2004. Den är regisserad av Samantha Jayne och Arturo Perez Jr efter ett manus skrivet av Nell Benjamin och Tina Fey.
Filmen hade biopremiär i Sverige den 12 januari 2024, utgiven av Paramount Pictures.

## Handling
Filmen kretsar kring om Cady Heron (Angourie Rice) som börjar umgås med de populära tjejerna i sin nya skola. Men saker går inte som planerat när hon faller för Aaron Samuels, före detta pojkvän till gruppens ledare Regina Georges (Renée Rapp).

## Rollista (i urval)
- Angourie Rice – Cady Heron
- Reneé Rapp – Regina George
- Auliʻi Cravalho – Janis Sarkisian
- Jaquel Spivey – Damian Hubbard
- Bebe Wood – Gretchen Wieners
- Avantika Vandanapu – Karen Smith
- Christopher Briney – Aaron Samuels
- Tina Fey – Ms. Norbury
- Tim Meadows – rektor Duvall
- Jenna Fischer – Ms. Heron
- Busy Philipps – Mrs. George
- Mahi Alam – Kevin Gnapoor
- Connor Ratliff – Mr. Rapp
- Jon Hamm – tränare Carr